# Total War: Warhammer
Total War: Warhammer — тактична відеогра, розроблена The Creative Assembly і видана Sega для Microsoft Windows 24 травня 2016 року. У грі використовується фірмовий геймплей серії Total War, з оглядом на всесвіт Warhammer Fantasy від Games Workshop. Це дев'ята гра у серії Total War і перша гра в трилогії Total War: Warhammer.
Total War: Warhammer заснована на 8-й редакції правил настільної гри Warhammer Fantasy Battle. Її події починаються в 2502 році місцевого літочислення, за два десятиліття до Останніх Часів цього світу. Хоча з 2015 світ Fantasy Battle замінено на Age of Sigmar, Total War: Warhammer надає можливість поглянути на попередні події з точки зору кількох фракцій так званого Старого Світу, який умовно відповідає реальній Європі.

## Ігровий процес

Битва двох загонів

### Основи
Гра є покроковою стратегією з елементами тактики в реальному часі. Ігровий процес концентрується на битвах, де гравці керують загонами воїнів у реальному часі. Між битвами відбувається переміщення армій, найм і поповнення військ, вивчення вдосконалень і дипломатичні дії. За кожен крок можна виконати обмежену кількість дій. На відміну від попередніх ігор серії, які мали історичну тематику, Total War: Warhammer — фентезійна, що передбачає досі неможливі варіативність армій за рахунок вигаданих істот та їхні можливості, такі як чаклування. Кожна фракція має свій набір військ, переваги і обмеження, та умови перемоги.
Головним нововведенням серії у фізиці є реалізація повітряних юнітів, адже історичні ігри зображали світ до поширення військової авіації.
Під час битви на полі бою розташовуються загони, яким вказується напрямок руху, цілі атаки, шикування та поведінка. Масштаб часу регулюється, дозволяючи пришвидшити чи сповільнити бій з точки зору гравця. Кожний вид військ має свою спеціалізацію, ефективність проти інших та набір наказів. Місцевість накладає свої обмеження, так само як і дає переваги. Наприклад, стоячи в лісі, бійці невидимі для ворога здалеку. Що довше триває бій, тим більше втомлюються воїни, що знижує їхню ефективність. Війська можуть злякатися великих ворожих сил чи чудовиськ і перестати слухатися наказів. Також розрахунок бою можна довірити комп'ютеру і він миттєво видасть результат, виходячи зі стартових можливостей протиборчих сторін. Після перемоги пропонується вирішити долю вцілілих ворогів: добити, прийняти до свого війська, відпустити, окупувати чи розграбувати їхнє місто тощо. Кожен варіант дає свої здобутки та втрати.
Між битвами гравець бачить карту місцевості з її ландшафтом, містами і умовними позначеннями. Тут гра відбувається покроково, передбачаючи переміщення військ, їх найм, лікування, і розвиток міст. Найм і утримання військ вимагає золота, отримуваного від податків і битв. В містах будуються споруди, які дають доступ до нових військ і можливостей. Герої, котрі є полководцями і правителями, з часом набирають досвід і отримують очки розвитку, котрі гравець розподіляє на свій розсуд. Окрім того, лідери іноді здобувають як трофеї обладунки, зброю і магічні предмети. Герої володіють схильностями до фізичної атаки або магії. В останньому випадку їхні здібності залежать від вітрів магії, що віють над територіями. Магія спрямовується як на знищення ворогів створенням смерчів, блискавок, так і підтримки союзників. В той же час деякі фракції чи окремі види військ стійкі до магічних впливів.
В ході кампанії гравець мусить налаштовувати дипломатичні відносини з іншими фракціями. На екрані дипломатії демонструється карта з розвіданими землями і їхніми правителями, накладена на обриси Старого Світу. Гравець може оголошувати війни чи мир, укладати пакти, торгові угоди, надавати і забороняти право проходу через свої володіння, формувати союзи, конфедерації, висувати пропозиції або вимоги. В державі розподіляються посади в різних сферах життя, наприклад, гравець може назначити скарбника, архітектора, чи радника. Найнятим героям доручаються спеціальні завдання, від участі в битвах до розвідки.

### Ігрові фракції
Кожна з фракцій має звичне для себе місце життя, тому може завойовувати тільки ті території, де її представники здатні жити.
Імперія (англ. The Empire) — держава, відома як просто Імперія, є оплотом людства в боротьбі з навколишніми ворогами у Старому Світі. Вона виникала в давнину, коли вождь Сигмар об'єднав людські племена, і після його смерті керується імператором-спадкоємцем Сигмара, поділена на не завжди дружні провінції та графства. На час подій гри Імперією править Карл Франц — князь Альфтдорський і виборний граф Рейкленду.
Ця держава може захоплювати тільки землі вампірів та інших людей (крім варварів землі Норска). Армії Імперії мають широкий вибір військ, завдяки чому можуть обирати гнучкі стратегії. Їм доступні досить складні машини, серед яких артилерія і парові танки. Крім того Імперія має потужну кавалерію, як кінську, так і грифонову, і чародіїв. З-поміж усіх фракцій Імперія є найбільш наближеною до реальних історичних держав і має звичний для серії Total War ігровий процес.
Дворфи (англ. Dwarfs, українською поширеніший варіант гноми) — маючи давню історію і багаті знання, кремезні й витривалі дворфи тепер переживають занепад. Міста дворфів розташовані під землею, утворюючи королівство Караз Анкор, що означає «Нескінченне царство». Однак чимало фортець після землетрусів було втрачено і тепер вони зайняті ворогами чи злими чудовиськами. Тому дворфи прагнуть відновити велич своєї цивілізації під проводом короля Торґріма Ґрюджбірера. Вони покладаються на сильну піхоту і артилерію, володіють гірокоптерами, але мають обмаль кавалерії. На відміну від Імперії, рисою дворфів є єдність, в Караз Анкор не стається бунтів, а система підземних тунелів дозволяє швидко оминати непрохідні й небезпечні території поверхні.
Зеленошкірі (англ. Greenskins) — орди варварів, що складаються з різних істот, передусім орків і гоблінів, об'єднані жагою завоювань і грабунків. Вони не мають держави чи чіткої системи влади, слухаючись тільки воєначальників, які ведуть орду за собою, воюючи і з державами Старого Світу, і між собою. Але якщо знаходиться досить сильний воєначальник, якому вдається силою добитися авторитету в багатьох землях, зеленошкірі об'єднуються у WAAAGH! — невпинний похід, який може зупинити або його знищення, або внутрішні міжусобиці. На час подій гри орду веде Ґрімґор Залізоносець, найсильніший з орків. Армії зеленошкірих включають орків, гоблінів, тролів, велетнів і гігантських павуків, що дає багато тактик, але разом з тим зеленошкірі не мають повноцінної артилерії, крім катапульт, та кавалерії. Оскільки ця фракція не має міст, золото добувається тільки від битв.
Графства вампірів (англ. Vampire Counts) — люди, що опанували таємниці набуття нового, неприродного, життя після смерті та зберегли розум, утворюють графства вампірів, засновані родом фон Карштейнів у Сильванії. Укушені ними самі обертаються на вампірів, проте своєю силою ці істоти діляться дуже рідко, а новий вампір, маючи слабку волю, може стати безвільною маріонеткою. Вічне життя розпалює ті бажання, які вампіри мали, будучи людьми: панувати над смертними, накопичити багатства, або оволодіти таємними знаннями. В цій грі найвпливовішим є Маннфред фон Карштейн. Вампіри не мають стрільців, але володіють піхотою і кавалерією з істот, котрих можна піднімати з мертвих: скелетів, зомбі, а крім того вурдалаків та інших потвор. Армії не лише мають значну силу за рахунок чаклунства, а й жахають ворогів і самі не знають страху. Проте якщо воєначальник гине на полі бою, його військо гине слідом. Вампіри спроможні захоплювати тільки землі людей чи інших вампірів, поширюючи по них скверну, яка руйнує суспільний лад.
Воїни Хаосу (англ. Warriors of Chaos) — істоти, що мешкають в пустках Старого Світу, спотворюються фізично і морально силами Хаосу. Слуги Хаосу живуть ордами без міст і поширюють скверну навколишніми землями. В цій грі орди Хаосу ведуть троє лідерів: Сіґвальд Незрівнянний, Архаон Всеобраний і Колек Сонцжер. Армії Хаосу включають як піхотинців, так і огрів, тролів та звірів, спотворених Хаосом. Такими є мантикори, мінотаври. Крім того володіють колісницями і артилерією. Воїни Хаосу доступні для гри у складі окремого завантажуваного доповнення.
Звіролюди (англ. Beastmen) — дикі чудовиська, що служать Хаосу, живучи кочовими племенами в лісах Старого Світу. Завдяки напів-звіриній сутності, звіролюди здатні пробиратися непрохідними для інших місцевостями. Герой їхньої кампанії — Хазрак Одноокий, що прагне помститися Борису Хитрому. Звіролюди стали доступними 28 липня 2016 року в складі завантажуваного доповнення.
Лісові ельфи (англ. Wood Elves) — одна з найстаріших рас світу, Лісові ельфи проживають в лісах Ател Лорен. Їхньою особливістю є можливість перетворити будь-який форпост іншої фракції на свій. Війська ельфів володіють низьким захистом, але великою силою і швидкістю. Особливим родом військ є лучники, озброєні різними магічними стрілами. На боці Лісових ельфів борються дріади, велетенські орли, лісові дракони і деревуни. Стали доступними з виходом завантажуваного доповнення 8 грудня.
Бретонія (англ. Bretonnia) — людська держава, натхненна легендами про короля Артура. Вона розташована на захід від Імперії та розділена між феодалами, об'єднаними опікою Леді Озера. В той час як її землі родючі, а клімат м'який, прості люди живуть у злиднях, а феодали славляться своєю розбещеністю і корумпованістю. Бретонія межує із землями Лісових ельфів, тому часом наймає їх на службу. Ця фракція спирається на кавалерію, в тому числі вершників на летючих гіппогрифах. Недоліком є прив'язка економіки до рівня мобілізованих у військо селян. Бретонія стала доступною в складі безкоштовного доповнення від 28 грудня.

## Розробка
6 грудня 2012 року видавнича компанія Sega оголосила про партнерство з Games Workshop, щоб видати кілька ігор для серії Warhammer. Sega доручила The Creative Assembly, розробнику серії Total War, розробку цих продуктів. Перша гра серії була запланована на 2013 рік. На момент цього анонсу The Creative Assembly розробляла 5 ігор серед яких Total War: Rome II та Alien: Isolation. 13 січня 2015 гру було фактично анонсовано у проекті «The Art of Total War». Офіційний анонс відбувся 22 квітня 2015, коли The Creative Assembly представили трейлер гри. 17 липня 2015 було показано геймплейний трейлер гри, а через 2 тижні спільноті було продемонстровано геймплейне відео тривалістю 10 хвилин, яке також розкрило певні деталі сюжету та продемонструвало зброю та юнітів.
Періодично публікувалися біографії основних персонажів, лідерів фракцій. 15 березня 2016 розробники виклали трейлер Графств вампірів, який демонстрував атмосферу та істот цієї фракції. З особливостями використання магії The Creative Assembly ознайомили загал 13 травня.
Перед виходом DLC Call of the Beastmen було анонсовано безкоштовне оновлення, яке урізноманітнить гру. Воно додало нового героя Імперії, Бурштинового мага, та нову школу магії, Звірину.

## Завантажувані доповнення
- Chaos Warriors Race Pack — стало доступним для завантаження разом з виходом фінальної версії гри. Надає для гри фракцію Воїнів Хаосу з усіма її складовими: військами, лідерами, зброєю, обладунками і магією[6].
- Call of the Beastmen — вийшло 28 липня 2016 року. Містить фракцію звіролюдей зі власною кампанією, як і Воїни Хаосу[7].
- The Grim and the Grave — видане 1 вересня 2016. Додає двох лордів, по одному для Імперії та Графств Вампірів, унікальні ланцюжки завдань для них, дерева розвитку і предмети. Крім того містить 5 нових видів військ і 18 елітних загонів[19].
- Realm of the Wood Elves — випущене 8 грудня, додає Лісових ельфів та кампанію за них[8].
- Bretonnia — останнє доповнення, видане 28 грудня, що доповнює список фракцій Бретонією[20].

## Оцінки й відгуки
| Агрегатор    | Оцінка |
| ------------ | ------ |
| GameRankings | 84.64% |
| Metacritic   | 86/100 |

| Видання              | Оцінка |
| -------------------- | ------ |
| Destructoid          | 8/10   |
| GameSpot             | 9/10   |
| GamesRadar+          | [ 25 ] |
| IGN                  | 8.6/10 |
| PC Games (Німеччина) | 86 %   |

| Видання | Оцінка |
| ------- | ------ |
| PlayUA  | 96/100 |

В перший же день продажів Total War: Warhammer отримала схвальні відгуки і високі оцінки як критиків, так і гравців. На агрегаторі Metacritic вона зібрала 86 % на основі 43-х рецензій. Оцінки коливалися від 70 до 98/100.
Журналіст GameSpot Деніел Старкі оцінив гру у 9/10, підмітивши, що розробникам вдалося органічно вписати ігрову механіку Total War до світу Warhammer і значно покращити ШІ, порівняно з попередніми частинами серії. За його словами, завдяки новим сторонам конфлікту з'явилися «кардинально нові стратегічні й тактичні можливості» і окремо згадав «блискуче» звукове оформлення. З недоліків він назвав незручне керування камерою огляду. «Це тріумф дизайну в жанрі стратегій і найкраще втілення Total War з коли-небудь створених», — підсумував він.
Рецензент IGN Ті Джей Гейфер дав Total War: Warhammer 8,6/10. «В Total War: Warhammer повно цікавих ідей, неймовірних персонажів і юнітів, а механіка фракцій чудесна», — написав він. Схвалення отримали система розвитку героя і рівень виконання кампанії, коли фракції гравця загрожує Хаос. В той же час темп кампанії та вибір стартових позицій було згадано як недоліки.
Фрейзер Браун з PCGamesN відгукнувся про гру як вдалий експеримент, проте лише початковий, оскільки грі «є куди рости», з оцінкою в 7/10.
Однак оцінки гравців виявилися нижчими за оцінки критиків, хоч в більшості і досить високими. На Metacritic вони склали 6,8/10. У Steam гравці скаржилися на помилки, падіння гри, довге очікування в мережевій грі, надто просту економіку.